# Azzurro/Una carezza in un pugno
Azzurro/Una carezza in un pugno (с итал. — «Синева/Ласка в кулаке») — студийный альбом известного итальянского певца и актёра Адриано Челентано, вышедший в мае 1968 года.

## Об альбоме
Особенность альбома — в наличии двойного названия — оно состоит из названий двух самых удачных песен альбома.
Песня Azzurro (рус. Синева) из этого альбома, музыку к которой написал Паоло Конте, а слова — Вито Паллавичини, стала одной из самых известных в репертуаре Адриано Челентано, стала его своеобразной «визитной карточкой». Фанаты Сборной Италии по футболу, которых называют «gli azzurri» (рус. синие) выбрали «Azzurro» в качестве неофициального гимна для чемпионата мира по футболу 2006.
Паоло Конте также написал музыку к песне La coppia più bella del mondo (рус. Самая красивая пара в мире), которая была опубликована ещё в 1967 году в виде сингла и спета в дуэте с Клаудией Мори.

## Список композиций
1. Una carezza in un pugno (текст Luciano Beretta и Miki Del Prete; музыка Gino Santercole)
2. 30 donne del west (текст Luciano Beretta и Miki Del Prete; музыка Adriano Celentano)
3. Canzone (текст Don Backy; музыка Detto Mariano и Don Backy)
4. Eravamo in 100.000 (текст Luciano Beretta и Miki Del Prete; музыка Adriano Celentano)
5. Torno sui miei passi (текст Luciano Beretta и Miki Del Prete; музыка Adriano Celentano)
6. La lotta dell’amore (текст Luciano Beretta и Miki Del Prete; музыка Gino Santercole)
7. Azzurro (текст Vito Pallavicini; музыка Paolo Conte и Michele Virano)
8. Più forte che puoi (текст Luciano Beretta и Miki Del Prete; музыка Ico Cerutti)
9. Tre passi avanti (текст Luciano Beretta и Miki Del Prete; музыка Adriano Celentano)
10. Un bimbo sul leone (текст Luciano Beretta и Miki Del Prete; музыка Gino Santercole)
11. Buonasera signorina (текст musica di Carl Sigman и Peter De Rose)
12. La coppia più bella del mondo (текст Luciano Beretta и Miki Del Prete; музыка Paolo Conte и Michele Virano)
13. L’angelo custode (бонус)